# Haselhorst
Haselhorst är en stadsdel i Berlin, Tyskland, tillhörande stadsdelsområdet Spandau.  Stadsdelen har 13 767 invånare (2012) och domineras av industribebyggelse. Namnet kommer från godset Haselhorst, som 1910 införlivades i staden Spandau.  Sedan 1920 ingår stadsdelen i staden Berlin.  Stadsdelen är på tre sidor omgärdad av vatten, i söder floden Spree, i väster floden Havel och i norr Berlin-Spandaukanalen. 
Den mest kända byggnaden i området är 1500-talsfästningen Zitadelle Spandau.  Området hade under 1800-talet och fram till 1945 flera viktiga militära industrier och anläggningar, bland annat konservtillverkning, ett krutlager och en exercisplats.  Från slutet av 1800-talet och framåt växte en stadsdel av arbetarbostäder fram i området. Till de största industrierna i området idag hör BMW:s motorcykeltillverkning och Wall AG.
Stadsdelen genomkorsas av tunnelbanelinjen U7, med stationerna Zitadelle, Haselhorst och Paulsternstrasse.